# Кізченко Валентина Іванівна
Валентина Іванівна Кізченко (5 вересня 1935, Київ) — український історик, дослідниця історії робітничого класу, інтелігенції України, культури українського народу, доктор історичних наук, професор.

Дружина Кізченка Анатолія Федоровича.

## Біографія
Народидася 5 вересня 1935 року в місті Києві. У 1958 році закінчила історичний факультет Київського державного університету. У 1958–1965 роках — науковий співробітник Київського державного історичного музею. у 1965–1968 роках — аспірантка, у 1968–1973 роках — молодший науковий співробітник, у 1973–1992 роках — старший науковий співробітник, у 1992–2003 роках — провідний науковий співробітник відділу історії капіталізму (згодом відділу історії України ХІХ — початку XX століття) Інституту історії України НАН України.
У 1968 році, під керівництвом доктора історичних наук Ф. Є. Лося, захистила кандидатську дисертацію на тему: «Культурно-освітній рівень робітничого класу України наприкінці ХІХ — на початку XX ст.». У 1991 році захистила докторську дисертацію на тему: «Культурне обличчя пролетаріату України в період імперіалізму».

## Праці
- «Культурный облик пролетариата Украины в период империализма». — Київ, 1990;
- «Первая российская революция и культурный процесс на Украине». — Київ, 1984;
- «Культурно-освітній рівень робітничого класу України напередодні революції 1905—1907 рр.» — Київ, 1972.

Брала участь у написанні колективних багатотомних видань Інституту історії АН УРСР:
- «Історія Української РСР»;
- «Исторические корни дружбы и единения украинского и белорусского народов»;
- «История рабочего класса Донбасса»;
- «История Киева» та багатьох інших.